# Antonia Wesseloh

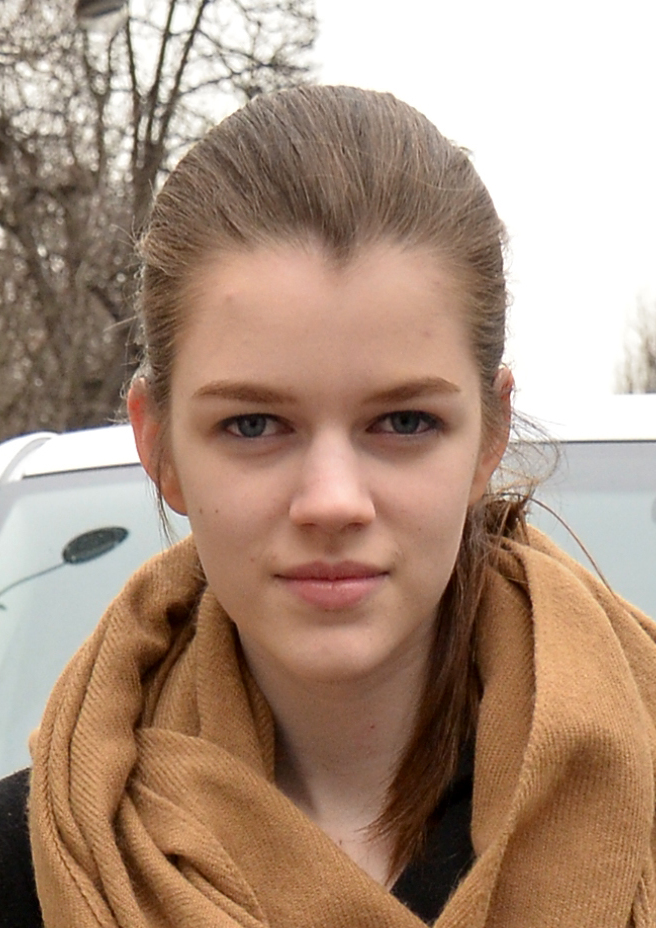
Antonia Wesseloh (2012)

Antonia Frederika Wesseloh (* 25. Juli 1995 in Hamburg) ist ein deutsches Model.

## Karriere

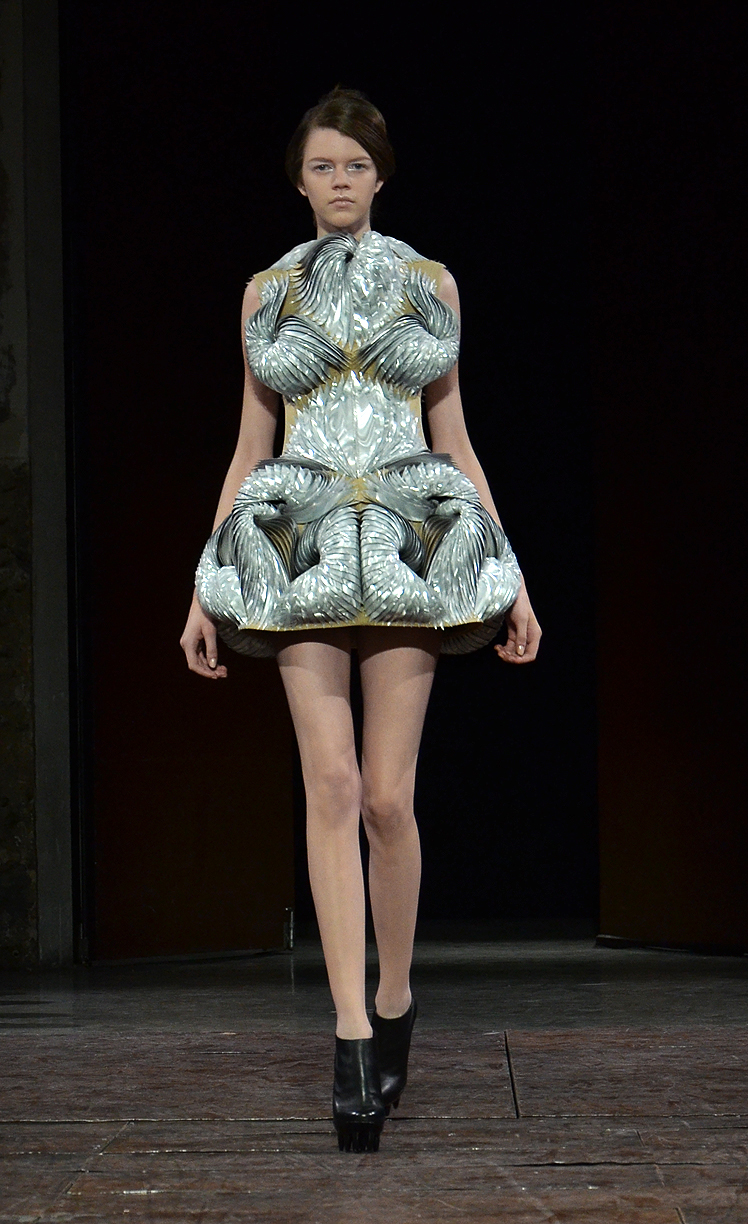
Antonia Wesseloh (2012)

Wesseloh bewarb sich nach eigenen Angaben bereits mit 14 Jahren bei mehreren Modelagenturen. Modelwerk nahm sie schließlich unter Vertrag. Ihr Debüt feierte sie auf der Berlin Fashion Week Herbst/Winter 2011 für Escada. Gleich danach war sie neben Ondria Hardin, Kelly Mittendorf, Frida Gustavsson und Julia Zimmer das Gesicht der Prada Herbst/Winter 2011 Werbekampagne.
2012 erschien sie in der Werbekampagne Sonia by Sonia Rykiel Frühling/Winter 2012 und Uniqlo Frühling 2012 sowie 2013 unter anderen neben Topmodel Hanne Gaby Odiele in SET Fashionology Herbst/Winter 2013.
Wesseloh ist in zahlreichen Editorials zu sehen, 2011 in TUSH und Vogue Italien. in 2012 i-D Magazine, Grey Magazine, Love Magazine, Dazed & Confuzed, 10 Magazine, Vision China, Topshop, Vogue Japan, Mixte, Achtung Magazine und Vogue China. 2013 im MFF Magazine.
2011 erschien ihr Bild auf der Titelseite des Tush-Magazins.
Antonia Wesseloh lief bereits für Marc Jacobs, Prada, Anna Sui, Balenciaga, Marni, Sonja Rykiel, Louis Vuitton, Chanel, Valentino, Viktor & Rolf, Loewe, Donna Karan, Lacoste, Giambattista Valli, Oscar de la Renta, Nina Ricci, Rochas, Blumarine, Anteprima, Armani Privé, Bouchra Jarrar, Elie Saab, Dior und viele weitere.

## Privatleben
Antonia Wesseloh hat einen Masterabschluss in Psychologie. Im Sommer 2020 heiratete sie ihren Verlobten Robert Steinberg, ebenfalls Model. Aufgrund der Corona-Pandemie fand die Feier verzögert im Sommer 2021 statt. Im Sommer 2022 gab das Paar über Social Media die Geburt ihres ersten Kindes bekannt.